# 정정렬
정정렬(丁貞烈, 1876년 5월 21일 ~ 1938년 3월 21일)은 조선 말기의 판소리 5명창 중의 한 사람이다. 전라북도 익산 출생이다.
서편제의 명창이다. 7세 때에 명창 정창업의 문하에 들어가서 판소리를 공부하였고, 14세 때에 명창 이날치에게 2년간 배웠다. 그 뒤 전라북도 익산 미륵산 심곡사(深谷寺), 충청도 부여 만수산 무량사, 공주 계룡산 갑사등지에서 40세무렵까지 혼자 연마하였다. 목성이 탁하고 음량이 부족하며 상성(上聲)이 막히어 성공할 희망이 없었으나 수십 년간 생명을 걸고 수련한 결과 명창으로 성공하였다.
50세 전후하여 서울에 올라왔으며 조선성악연구회의 상무이사를 지냈다. 송만갑, 이동백 등과 조선성악회에서 공연과 후진 양성에 힘썼는데, 송만갑이 세상을 뜬 뒤 많은 제자들이 그에게 모여들었다. 서편제 소리의 맛있는 성음과 능한 부침새로 《춘향가》를 많이 개작하였다. 그의 《춘향가》는 ‘정정렬 낳고 춘향가 났다’고 할 정도로 대중들에게는 인기였으나 고제 판소리를 이해하는 이들은 소리를 버려 놓았다고 비난하기도 했다. 그는 《춘향가》를 특출하게 잘했고 그 중 〈신연맞이〉를 잘했다.
그는 창극에도 능하였으며, 특히 창극의 편극에 특출하여 창극좌(唱劇座) 시절에 춘향전·심청전·흥보전·별주부전·배비장전·유충렬전 등을 편극하였다. 이른바 창극을 불러 굳어진 창극 소리는 정정렬과 그의 제자 조상선에 의하여 이루어졌다고 해도 과언이 아니다.
일제 강점기 때 취입한 음반이 많이 남아 있으며 〈신연맞이〉 외에도 〈어사출도〉, 〈광한루경치〉 등이 걸작이다. 동생인 정원섭은 당대의 명고(名鼓)로 유명하였으며, 제자로 김연수, 김여란 등이 있다.